# Günter Stelljes
Günter Stelljes  (* 21. Februar 1926 in Grohn bei Bremen; † 10. September 2015 in Bremen) war ein deutscher Politiker (SPD) in Bremen. Er war Mitglied der Bremischen Bürgerschaft.

## Biografie

### Ausbildung und Beruf
Günter Stelljes absolvierte von 1940 bis 1943 eine Lehre als Maschinenschlosser und war in diesem Beruf tätig. Von 1944 bis 1945 diente er als Soldat im Zweiten Weltkrieg. Von 1945 bis 1948 arbeitete er bei den US-Besatzungstruppen in Bremen. Er war von 1948 bis 1972 wieder als Maschinenschlosser und seit 1973 als technischer Angestellter in Bremen tätig.

### Politik
Stelljes war von 1936 bis 1944 in der HJ und dort 1942/43 Scharführer. Er trat zum 20. April 1944 der NSDAP bei (Mitgliedsnummer 9.688.090). Im April 1948 wurde er aufgrund der Jugendamnestie als „nicht betroffen“ entnazifiziert. 
Er wurde nach dem Krieg Mitglied in der SPD. Er war von 1975 bis 1991 rund 16 Jahre lang Mitglied in der Bremischen Bürgerschaft und arbeitete dort in verschiedenen Deputationen und Ausschüssen mit.